# 1919년 독일 대통령 선거
1919년 독일 대통령 선거는 독일의 대통령을 선출하기 위해 1919년 2월 11일에 실시되었다.
직접 선거를 규정한 바이마르헌법은 1919년 8월 11일까지 제정되지않아 1919년 2월 11일 국회에서 간접적으로 대통령 선거를 실시했다. 프리드리히 에베르트는 국회 의석수의 77% 이상을 차지하고있는 독일 중앙당,독일 민주당,독일 사회민주당(흑적황연합)의 지지로 당선 되었다.

## 같이 보기
- 독일의 역사